# Mironești
Mironești – wieś w Rumunii, w okręgu Giurgiu, w gminie Gostinari. W 2011 roku liczyła 566 mieszkańców.